# Aires protégées de Namibie

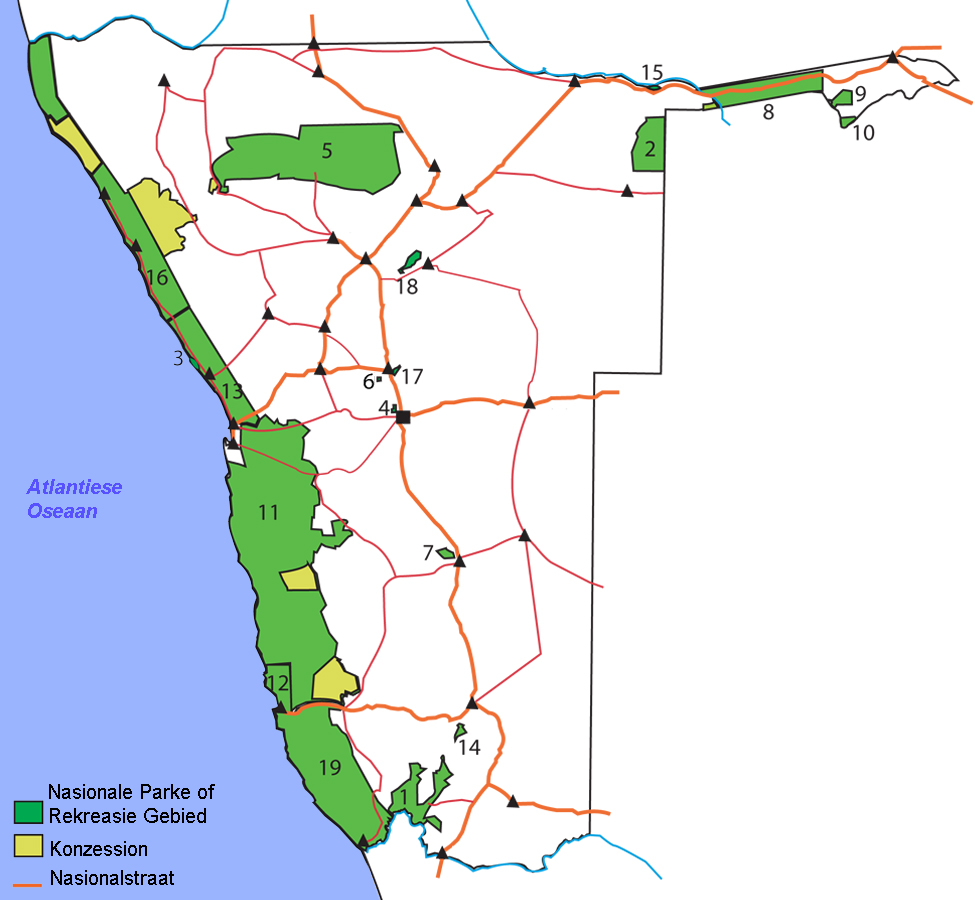
Carte des parcs nationaux de Namibie.

La Namibie possède quatre types d'aires protégées, les parcs nationaux, les monuments naturels, les réserves naturelles et les parcs naturels.
En Namibie, les aires protégées sont administrées par le Ministry of Environment and Tourism (en) (MET) (en français : Ministère de l'environnement et du tourisme).

## Parcs nationaux
Les parcs nationaux de Namibie représentent au total environ 17 % de la surface du pays.
- Parc transfrontalier du ǀAi-ǀAis/Richtersveld
- Parc national de Bwabwata
- Parc national de Dorob
- Parc national d'Etosha
- Parc national de Khaudom
- Parc national de Nkasa Rupara auparavant Parc national de Mamili
- Parc national de Mangetti
- Parc national de Mudumu
- Parc national du Namib-Naukluft
- Parc national de Skeleton Coast
- Parc national de Sperrgebiet
- Parc national de Waterberg

## Monuments naturels
- Ai-Ais
- Duwisib

## Réserves et parcs naturels
- Daan Viljoen
- Cape Cross
- Mahango
- Mangetti
- Namib-Rand
- Popafälle
- Waterberg

## Sites Ramsar
La convention de Ramsar est entrée en vigueur en Namibie le 23 décembre 1995.
En janvier 2020, le pays compte 5 sites Ramsar, couvrant une superficie de 6 765,64 km2.